# استاد الجنوب
استاد الجنوب هو ملعب متعدد الاستخدامات يقع في مدينة الوكرة القطرية، من تصميم المصممة العراقية زها حديد، يتّسع لـ40،000 متفرّج، وقد تمّ تشييده من أجل استضافة مباريات دور المجموعات ودور الستة عشر والدور ربع النهائي ضمن بطولة كأس العالم 2022. كما استضاف الملعب نهائي دوري أبطال آسيا 2020 بين أولسان هيونداي الكوري الجنوبي وبرسبوليس الإيراني.

## التصميم والأشغال
تم الكشف عن تصميم الملعب في نوفمبر 2013، وبدأت عملية الأشغال فيه عام 2014، وتمّ تركيب العشب في شهر مارس 2019 في فترة قياسية، ثمّ افتُتِح رسميًا تاريخ 16 مايو 2019 بمباراة نهائي بطولة كأس أمير قطر 2019 بين فريقي السد والدحيل وانتهى بتتويج الأخير بالبطولة وتسجيل اسمه كأول فريق يفوز على الملعب المونديالي، وقد بلغ ارتفاع الملعب نحو 48 مترًا. وسيتحول مرافق الاستاد، في الأيام التي لا تشهد مباريات الدوري، إلى مركز مجتمعي، يُوفر مناطق مغطاة ومبردة للتنزه والجلوس لسكان الوكرة وزوارها. وستُوفر المساحات المخصصة للمكاتب مقرات لمؤسسات ولجان رياضية مختلفة. كما ستتميز أرضية الملعب بعشبها الطبيعي، كما ستكون مبردة لدرجة حرارة مثالية تصل إلى 26 درجة مئوية. وبالمثل، يعمل تصميم الاستاد على توفير أقصى درجات الراحة للجماهير، حيث سيتم تبريد المدرجات بدرجات حرارة تتراوح ما بين 24 إلى 28 درجة مئوية. وعقب نهاية كأس العالم، سيتم تفكيك الجزء العلوي المُركب من مدرجات ستاد الوكرة بمقاعده البالغ عددها 20 ألف مقعد ليتم التبرع به إلى الدول النامية التي تفتقر إلى البنية التحتية الرياضية.

## التصميم
صُمم الملعب من قِبل المهندسة المعمارية زها حديد، وقد صرحت بأن «الاستاد تم تصميمه بالتزامن مع منطقة جديدة بحيث يقع في قلب الامتداد الحضري للمدينة، مما يؤدي إلى إنشاء أنشطة مجتمعية في الاستاد وحوله في أيام عدم إقامة الأحداث.» وفقًا للمصممين، فقد استوحي تصميم الاستاد من أشرعة قوارب الداو التقليدية، التي يستخدمها غواصو اللؤلؤ من المنطقة، وهم ينسجون عبر تيارات الخليج العربي.
يُشير السقف المنحني والجزء الخارجي إلى تاريخ الوكرة في الملاحة البحرية، مما يمنح المشاهدين الشعور بأنهم على متن سفينة.

## المرافق
يضم المجمع الرياضي غرفة متعددة الأغراض بها حمامات سباحة ومنتجعات صحية ومركز تسوق بأسطح خضراء. من المقرر بناء مدرسة وقاعة أفراح ومسارات لركوب الدراجات وركوب الخيل ومطاعم وأسواق وصالات رياضية في المنطقة المجاورة لمرافق استاد الجنوب.

## التجديدات المُقترحة
بعد نهائيات كأس العالم 2022، سيصبح استاد الجنوب مقر نادي الوكرة، بدلاً من استاد سعود بن عبد الرحمن الحالي بعد تقليص عدد المقاعد إلى النصف، من 40 ألف إلى 20 ألف مقعد، وسيتم استخدامه لمباريات دوري نجوم قطر. أعلنت اللجنة العليا للمشاريع والإرث في قطر أنه سيتم التبرع بالنصف المتبقي من مقاعد الاستاد للدول النامية التي تحتاج إلى بنية تحتية رياضية.

## نتائج الدورات الأخيرة

### كأس الخليج العربي 24
| التاريخ       | الوقت | الفريق #1 | النتيجة | الفريق #2 |             | عدد الحضور |
| ------------- | ----- | --------- | ------- | --------- | ----------- | ---------- |
| 5 ديسمبر 2019 | 20ː00 | السعودية  | 1–0     | قطر       | نصف النهائي | 42,025     |

### كأس العرب 2021
| التاريخ        | الوقت | الفريق #1 | النتيجة | الفريق #2 | الدور            | عدد الحضور |
| -------------- | ----- | --------- | ------- | --------- | ---------------- | ---------- |
| 30 نوفمبر 2021 | 16ː00 | العراق    | 1–1     | عمان      | المجموعة الأولى  | 1,576      |
| 1 ديسمبر 2021  | 19ː00 | المغرب    | 4–0     | فلسطين    | المجموعة الثالثة | 3,843      |
| 4 ديسمبر 2021  | 16ː00 | لبنان     | 0–2     | الجزائر   | المجموعة الرابعة | 9,405      |
| 6 ديسمبر 2021  | 18ː00 | سوريا     | 1–2     | موريتانيا | المجموعة الثانية | 8,539      |
| 7 ديسمبر 2021  | 22ː00 | الجزائر   | 1–1     | مصر       | المجموعة الرابعة | 32,418     |
| 11 ديسمبر 2021 | 18ː00 | مصر       | 3–1     | الأردن    | ربع النهائي      | 28,306     |

### كأس العالم 2022
استضاف استاد الجنوب 7 مباريات في كأس العالم 2022.
| التاريخ        | الوقت | الفريق الأول | النتيجة        | الفريق الثاني | الدور            | عدد الحضور |
| -------------- | ----- | ------------ | -------------- | ------------- | ---------------- | ---------- |
| 22 نوفمبر 2022 | 22:00 | فرنسا        | 4–1            | أستراليا      | المجموعة الرابعة | 40,875     |
| 24 نوفمبر 2022 | 13:00 | سويسرا       | 1–0            | الكاميرون     | المجموعة السابعة | 39,089     |
| 26 نوفمبر 2022 | 13:00 | تونس         | 0–1            | أستراليا      | المجموعة الرابعة | 41,823     |
| 28 نوفمبر 2022 | 13:00 | الكاميرون    | 3–3            | صربيا         | المجموعة السابعة | 39,789     |
| 30 نوفمبر 2022 | 18:00 | أستراليا     | 1–0            | الدنمارك      | المجموعة الرابعة | 41,232     |
| 2 ديسمبر 2022  | 18:00 | غانا         | 2–0            | الأوروغواي    | المجموعة الثامنة | 43,443     |
| 5 ديسمبر 2022  | 18:00 | اليابان      | 1–1 (1–3 ر.ت.) | كرواتيا       | دور الـ16        | 42,523     |